# Elecciones municipales de Huamanga de 1966
Las elecciones municipales de Huamanga de 1966 se llevaron a cabo el 13 de noviembre de 1966 para elegir al alcalde y al Concejo Provincial de Huamanga para el periodo 1967-1969. La elección se celebró simultáneamente con elecciones municipales en todo el país.

## Sistema electoral
La Municipalidad Provincial de Huamanga es el órgano administrativo y de gobierno de la provincia de Huamanga. Está compuesta por el alcalde y el Concejo Provincial.
La votación del alcalde y el concejo se realiza en base al sufragio universal alfabeto, que comprende a todos los ciudadanos nacionales mayores de veintiún años, empadronados y residentes en la provincia de Huamanga y en pleno goce de sus derechos políticos.
El Concejo Provincial de Huamanga está compuesto por 14 concejales elegidos por sufragio directo para un período de tres (3) años, en forma conjunta con la elección del alcalde (quien lo preside). La votación es por lista cerrada y bloqueada. Se asigna a la lista ganadora los escaños según el método d'Hondt.

## Composición del Concejo Provincial de Huamanga
La siguiente tabla muestra la composición del Concejo Provincial de Huamanga antes de las elecciones.
| Partidos | Partidos                                                    | Concejales |
| -------- | ----------------------------------------------------------- | ---------- |
|          | Alianza Acción Popular - Democracia Cristiana               | 9          |
|          | Coalición Partido Aprista Peruano - Unión Nacional Odriísta | 4          |
|          | Lista Independiente Unión del Pueblo de Ayacucho            | 1          |

## Partidos y candidatos
A continuación se muestra una lista de los principales partidos y alianzas electorales que participaron en las elecciones:
| Candidatura | Candidatura | Partidos y alianzas | Candidatos | Candidatos                | Ideología                                           | Resultado previo | Resultado previo | Ref. |
| Candidatura | Candidatura | Partidos y alianzas | Candidatos | Candidatos                | Ideología                                           | Votos (%)        | Con.             | Ref. |
| ----------- | ----------- | --- | ---------- | ------------------------- | --------------------------------------------------- | ---------------- | ---------------- | ---- |
|             | AP–DC       | Lista - Alianza Acción Popular - Democracia Cristiana (AP–DC) – Acción Popular (AP) – Partido Demócrata Cristiano (DC)                          |            | Benjamín Salcedo Munarriz | Liberalismo Humanismo Democracia cristiana          | 58.06%           | 9                |      |
|             | APRA–UNO    | Lista - Coalición Partido Aprista Peruano - Unión Nacional Odriísta (APRA–UNO) – Partido Aprista Peruano (APRA) – Unión Nacional Odriísta (UNO) |            | Antonio Palomino Morales  | Aprismo Conservadurismo social Populismo de derecha | 31.39%           | 4                |      |
|             | IND         | Lista - Lista Independiente Movimiento Popular Ayacuchano                                                                                       |            | Alberto Gutiérrez Rivero  | Localismo huamanguino                               | Nuevo            | Nuevo            |      |

## Resultados

### Sumario general
|                        |                                                                        |              |              |              |            |            |
| Partidos y coaliciones | Partidos y coaliciones                                                 | Voto popular | Voto popular | Voto popular | Concejales | Concejales |
| Partidos y coaliciones | Partidos y coaliciones                                                 | Votos        | %            | +/−          | Total      | +/−        |
|                        | Alianza Acción Popular - Democracia Cristiana (AP–DC)                  | 2,812        | 46.66        | –11.40       | 7          | –2         |
|                        | Coalición Partido Aprista Peruano - Unión Nacional Odriísta (APRA–UNO) | 1,971        | 32.71        | +1.32        | 4          | ±0         |
|                        | Lista Independiente Unión del Pueblo de Ayacucho                       | 1,243        | 20.63        | n/a          | 3          | +3         |
|                        |                                                                        |              |              |              |            |            |
| Total                  | Total                                                                  | 6,026        |              |              | 14         | ±0         |
|                        |                                                                        |              |              |              |            |            |
| Votos válidos          | Votos válidos                                                          | 6,026        | 89.65        | +5.63        |            |            |
| Votos en blanco        | Votos en blanco                                                        | 297          | 4.42         | –1.91        |            |            |
| Votos nulos            | Votos nulos                                                            | 399          | 5.94         | –3.71        |            |            |
| Votos emitidos         | Votos emitidos                                                         | 6,722        | n/d          | n/a          |            |            |
| Abstenciones           | Abstenciones                                                           | n/d          | n/d          | n/a          |            |            |
| Votantes registrados   | Votantes registrados                                                   | n/d          |              |              |            |            |
|                        |                                                                        |              |              |              |            |            |
| Fuente:                |                                                                        |              |              |              |            |            |

## Elecciones municipales distritales

### Resultados por distrito
La siguiente tabla enumera el control de los distritos de la provincia de Huamanga. El cambio de mando de una organización política se resalta del color de ese partido.
| Distrito            | Alcalde(sa) titular                                           | Partido político                                              | Partido político                                              | Alcalde(sa) electo(a)     | Partido político | Partido político   |
| ------------------- | ------------------------------------------------------------- | ------------------------------------------------------------- | ------------------------------------------------------------- | ------------------------- | ---------------- | ------------------ |
| Acocro              | Creación del distrito (Ley N° 15232, 23 de noviembre de 1964) | Creación del distrito (Ley N° 15232, 23 de noviembre de 1964) | Creación del distrito (Ley N° 15232, 23 de noviembre de 1964) | Adrián Bendezú Barrientos |                  | Alianza AP-DC      |
| Acos Vinchos        | Luis Córdova Vásquez                                          |                                                               | Coalición APRA-UNO                                            | Luis Córdova Vásquez      |                  | Coalición APRA-UNO |
| Carmen Alto         | Blas Tapahuasco Ocejo                                         |                                                               | Alianza AP-DC                                                 | Vidal de la Cruz Berrocal |                  | Alianza AP-DC      |
| Chiara              | Óscar Huamán Murillo                                          |                                                               | Coalición APRA-UNO                                            | Cirilo Gómez Ayala        |                  | Coalición APRA-UNO |
| Quinua              | Juan Oriundo Suárez                                           |                                                               | Alianza AP-DC                                                 | Santos Ayme Vega          |                  | Alianza AP-DC      |
| San José de Ticllas | Ernesto Barboza López                                         |                                                               | Alianza AP-DC                                                 | Teófilo Peña Barboza      |                  | Coalición APRA-UNO |
| San Juan Bautista   | Jesús Tapahuasco Pérez                                        |                                                               | Alianza AP-DC                                                 | Darío Gómez Juscamaita    |                  | Alianza AP-DC      |
| Santiago de Pischa  | Simón Llactahuamán Yauli                                      |                                                               | Alianza AP-DC                                                 | Eulogio Quispe Huamán     |                  | Alianza AP-DC      |
| Socos-Vinchos       | Glicerio Barboza Bajalqui                                     |                                                               | Alianza AP-DC                                                 | Jesús Pachecho Fasce      |                  | Alianza AP-DC      |
| Tambillo            | Teófilo Tineo Cabrera                                         |                                                               | Alianza AP-DC                                                 | Teófilo Tineo Cabrera     |                  | Alianza AP-DC      |